# Keys to Ascension
Keys to Ascension je dvojalbum britské rockové skupiny Yes. Album obsahuje, vedle sedmi koncertních nahrávek, dvě nové, dříve nevydané, dlouhé studiové skladby. Následující album Keys to Ascension 2 bylo složeno obdobně. Album produkoval Tom Fletcher a skupina Yes a vyšlo v říjnu 1996 u vydavatelství Essential Records. Obal alba navrhl Roger Dean.

## Seznam skladeb
Studiové skladby jsou „Be the One“ a „That, That Is“, ostatní jsou koncertní.
| Disk 1 | Disk 1                                           | Disk 1                                            | Disk 1 |
| Pořadí | Název                                            | Autor                                             | Délka  |
| ------ | ------------------------------------------------ | ------------------------------------------------- | ------ |
| 1.     | Siberian Khatru                                  | Jon Anderson, Steve Howe, Rick Wakeman            | 10:16  |
| 2.     | The Revealing Science of God (Dance of the Dawn) | Anderson, Chris Squire, Howe, Wakeman, Alan White | 20:31  |
| 3.     | America                                          | Paul Simon                                        | 10:28  |
| 4.     | Onward (obsahuje nové intro „Unity“)             | Squire, Howe („Unity“)                            | 5:40   |
| 5.     | Awaken                                           | Anderson, Howe                                    | 18:29  |

| Disk 2         | Disk 2 | Disk 2 | Disk 2 |
| Pořadí         | Název | Autor | Délka  |
| -------------- | --- | --- | ------ |
| 1.             | Roundabout | Anderson, Howe                                                                                               | 8:30   |
| 2.             | Starship Trooper“ 1. „Life Seeker“ 2. „Disillusion“ 3. „Würm                                                                                      | Anderson Squire Howe                                                                                         | 13:06  |
| 3.             | Be the One“ 1. „The One“ 2. „Humankind“ 3. „Skates                                                                                                | Anderson, Squire Howe                                                                                        | 9:50   |
| 4.             | That, That Is“ 1. „Togetherness“ 2. „Crossfire“ 3. „The Giving Things“ 4. „That Is“ 5. „All in All“ 6. „How Did Heaven Begin?“ 7. „Agree to Agree | Howe Anderson, Squire Anderson, Howe Anderson, Squire Anderson, White Anderson, Howe, White Anderson, Squire | 19:15  |
| Celková délka: | Celková délka: | Celková délka:                                                                                               | 116:12 |

## Obsazení
- Jon Anderson – zpěv, kytara, harfa
- Chris Squire – baskytara, doprovodný zpěv
- Steve Howe – kytara, baskytara, doprovodný zpěv
- Rick Wakeman – klávesy
- Alan White – bicí